# Wybory do Kongresu Stanów Zjednoczonych w 2008 roku
Wybory do Kongresu Stanów Zjednoczonych w 2008 roku odbyły się 4 listopada. Wybrano wszystkich 435 przedstawicieli do Izby Reprezentantów na 111. kadencję Kongresu. Do Senatu wybrano 33 senatorów 2. klasy na sześcioletnią kadencję, a także dwóch senatorów 1. klasy w wyborach uzupełniających, w stanach Wyoming i Missisipi z czteroletnią kadencją upływającą w 2013.
Sondaże wskazywały na zdecydowane zwycięstwo Partii Demokratycznej.
W tym samym czasie co wybory parlamentarne odbyły się również wybory prezydenckie, w wielu stanach wybory na stanowisko gubernatora, a także liczne inne wybory i referenda na szczeblu lokalnym, samorządowym i stanowym.

## Wyniki

### Izba Reprezentantów

Na czerwono okręgi w których zwyciężyli Republikanie, na niebiesko okręgi w których zwyciężyli Demokraci. Izba Reprezentantów

| Partia               | Liczba zdobytych mandatów | +/-  |
| -------------------- | ------------------------- | ---- |
| Partia Demokratyczna | 255                       | + 20 |
| Partia Republikańska | 174                       | -20  |

### Senat
| Partia               | Liczba zdobytych mandatów | +/- |
| -------------------- | ------------------------- | --- |
| Partia Demokratyczna | 55                        | + 6 |
| Partia Republikańska | 40                        | -9  |
| bezpartyjni          | 3                         | +1  |